# 752 Sulamitis
A 752 Sulamitis (ideiglenes jelöléssel 1913 RL) a Naprendszer kisbolygóövében található aszteroida. Grigory Neujmin és Belyavskij, M. fedezte fel 1913. április 30-án.